# Мапу Янга-Мбіва
Мапу Янга-Мбіва (фр. Mapou Yanga-Mbiwa, нар. 15 травня 1989, Бангі) — французький футболіст, захисник.
Виступав, зокрема, за клуби «Ліон», «Монпельє», «Ньюкасл Юнайтед» та «Рома» а також національну збірну Франції.

## Клубна кар'єра
Народився 15 травня 1989 року в місті Бангі, Центральноафриканська Республіка, але переїхав у Францію в ранньому віці, дитинство провів у комуні Порт-де-Бук, недалеко від міста Марселя, в департаменті Буш-дю-Рон. Вихованець футбольної школи клубу «Монпельє». 

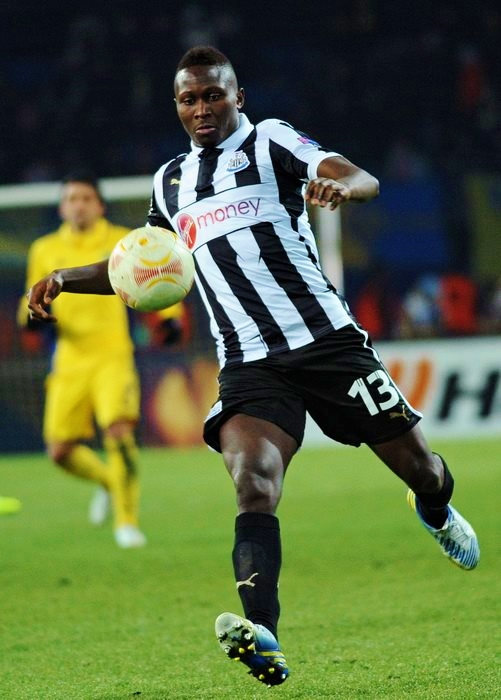
Мапу Янга-Мбіва під час виступів за «Ньюкасл Юнайтед».

Дорослу футбольну кар'єру розпочав 2006 року в основній команді того ж клубу, в якій провів сім сезонів, взявши участь у 186 матчах чемпіонату. Більшість часу, проведеного у складі «Монпельє», був основним гравцем захисту команди і у сезоні 2011/12 допоміг «Монпельє» вперше в історії виграти чемпіонат Франції.
Своєю грою за цю команду привернув увагу представників тренерського штабу англійського «Ньюкасл Юнайтед», до складу якого приєднався 22 січня 2013 року. Відіграв за команду з Ньюкасла наступні півтора сезони своєї ігрової кар'єри, але закріпитись в основі не зумів.
До складу клубу «Рома» перейшов влітку 2014 року. За сезон відіграв за «вовків» 28 матчів в національному чемпіонаті.
До складу клубу «Ліон» приєднався 2015 року. До сезону 2017/18 був основним центральним захисником команди, однак з приходом влітку 2017 Марсело втратив місце в основі, ставши четвертим чи п'ятим в ієрархії центральних захисників. З 13 грудня 2017 не виходить на поле в офіційних матчах, оскільки керівництво клубу не розраховує на нього.

## Виступи за збірні
Протягом 2009–2011 років залучався до складу молодіжної збірної Франції. На молодіжному рівні зіграв у 8 офіційних матчах, забив 1 гол.
15 серпня 2012 року дебютував в офіційних іграх у складі національної збірної Франції в товариському матчі проти збірної Уругваю (0:0). З 2012 по 2014 рік провів у формі головної команди країни 4 матчі.
| Дата       | Місто                    | Господарі | Результат | Гості    | Турнір            | Голи | Примітки |
| ---------- | ------------------------ | --------- | --------- | -------- | ----------------- | ---- | -------- |
| 15-08-2012 | Гавр                     | Франція   | 0 – 0     | Уругвай  | товариський матч  | -    |          |
| 07-09-2012 | Гельсінкі                | Фінляндія | 0 – 1     | Франція  | Відбір до ЧС 2014 | -    |          |
| 11-09-2012 | Сен-Дені (Сена-Сен-Дені) | Франція   | 3 – 1     | Білорусь | Відбір до ЧС 2014 | -    |          |
| 14-11-2014 | Ренн                     | Франція   | 1 – 1     | Албанія  | товариський матч  | -    |          |
| Усього     |                          | Матчів    | 4         |          | Голів             | 0    |          |

## Титули і досягнення
- Чемпіон Франції (1):

«Монпельє»: 2011-12